# Стенка на стенку (телеигра)
«Стенка на стенку» — спортивно-развлекательная телеигра на «Первом канале», выходившая с 6 октября 2007 по 10 августа 2008 года. Производство — «Красный квадрат» и «Пинк Код Продакшн».
Первые ведущие — Василий Уткин и комментаторы Геннадий Бачинский и Сергей Стиллавин. Изначально вести программу должны были Бачинский и Стиллавин, а Уткин был комментатором, но поскольку во время первой съёмки ведущие позволили себе произнести ряд некорректных высказываний в адрес участников в лице резидентов «Comedy Club», во избежание конфликта продюсер программы Александр Цекало принял решение назначить ведущим Василия Уткина, а Бачинский и Стиллавин были отправлены в комментаторскую будку (выпуск не был показан в эфире).
С 8 декабря 2007 года и вплоть до закрытия программу вели Александр Цекало и Иван Ургант.

## Формат
Программа представляла собой аналог японской игры, известной как «Human Tetris» или «Brain Wall», которая являлась частью развлекательного шоу «Минасан». Изначально переговоры о покупке формата велись с японской телесетью Fuji TV, но вскоре формат был выкуплен британским телевизионным дистрибьютором Fremantle, и переговоры пришлось продолжать с новым правообладателем. С момента покупки лицензии на формат до выхода шоу в эфир прошёл месяц, в то время как обычно на запуск лицензионного шоу уходит полгода.

## Правила игры
В игре участвуют 2 команды, в каждой по 3 участника. Команды полностью состоят из известных людей. Главный приз — годовой сертификат одного известного фитнес-клуба.
Первый раунд
- В первом раунде участвует каждый участник команды[18]. Он встаёт на край бассейна, и его задача — пройти сквозь пенопластовую стену через специальный проём, изображённый в виде разных фигур (сидячий человек, какое-то дерево, буква и т.п.).
- Если игрок проходит стену, то приносит для своей команды 10 очков[19]. Если же он не проходит сквозь стену и падает в бассейн, то не зарабатывает ни одного очка. Также очки могут быть не засчитаны команде, если участник немного продвинулся вперёд или сломал стенку.

Второй раунд
- Во втором раунде соблюдаются такие же условия, как и в первом, но теперь стену должны проходить два игрока.
- За успешно пройденную стену команде начисляются 30 очков.

Третий раунд
- В третьем раунде такие же правила, как и в первых двух, но теперь стену должна пройти полностью вся команда.
- За успешно пройденную стену команде начисляются 50 очков.
- Если одной из команд недостаточно очков для победы, то в третьем раунде у неё есть право взять стену с удвоенной скоростью. За прохождение этой стены команда получает 100 очков.

## Эпизоды
1 сезон
| № эпизода | Премьера   | Список участников                                                                      | Список участников                                                      |
| --------- | ---------- | -------------------------------------------------------------------------------------- | ---------------------------------------------------------------------- |
| 1         | 06.10.2007 | группа «Фабрика»: Александра Савельева, Ирина Тонева и Сати Казанова                   | группа «Челси»: Роман Архипов, Арсений Бородин и Алексей Корзин        |
| 2         | 13.10.2007 | Валерий Меладзе, Валерий Сюткин и Валерий Ярёменко                                     | Валдис Пельш, Оскар Кучера и Виктория Дайнеко                          |
| 3         | 20.10.2007 | Александр Цекало, Иван Ургант и Сергей Сивохо                                          | Светлана Хоркина, Мария Бутырская и Анна Семенович                     |
| 4         | 27.10.2007 | команда КВН «Уральские пельмени»: Андрей Рожков, Дмитрий Брекоткин и Вячеслав Мясников | Тигран Кеосаян, Алёна Хмельницкая и Александра Кеосаян                 |
| 5         | 03.11.2007 | Аврора, Лера Кудрявцева и Анфиса Чехова                                                | Алексей Чумаков, Михаил Мамаев и Евгений Дятлов                        |
| 6         | 24.11.2007 | Потап, Настя Каменских и Михаил Гребенщиков                                            | Антон Комолов, Ольга Шелест и Андрей Чижов                             |
| 7         | 01.12.2007 | группа «Блестящие»: Юлия Ковальчук, Надежда Ручка, Анастасия Осипова и Наталья Фриске  | клоун-мим-театр «Лицедеи»: Виктор Соловьёв, Анвар Либабов и 3оя Дёмина |

2 сезон
| № эпизода | Премьера   | Список участников                                                                   | Список участников                                                                      |
| --------- | ---------- | ----------------------------------------------------------------------------------- | -------------------------------------------------------------------------------------- |
| 1 (8)     | 08.12.2007 | группа «Банд’Эрос»: Батишта, Игорь Бурнышев и Руслан Хайнак                         | DJ Грув, Сергей Лазарев и Александр Носик                                              |
| 2 (9)     | 15.12.2007 | ведущие канала «Муз-ТВ»: Андрей Разыграев, Максим Данилов и Арина Махова            | участники «Фабрики звёзд — 7»: Анастасия Приходько, Дмитрий Бикбаев и Георгий Иващенко |
| 3 (10)    | 22.12.2007 | группа «Тутси»: Ирина Ортман, Мария Вебер и Анастасия Крайнова                      | команда КВН «Сборная РУДН»: Васант Балан, Халед Юсеф и Эндрю Нджогу Мвай               |
| 4 (11)    | 06.01.2008 | Алексей Ягудин, Олеся Коваленко и Наталья Рагозина                                  | Татьяна Навка, Михаил Галустян и Сергей Светлаков                                      |
| 5 (12)    | 12.01.2008 | «Квартет И»: Леонид Барац, Камиль Ларин, Ростислав Хаит и Александр Демидов         | «Comedy Club»: Тимур Родригез, Роман Юнусов и Алексей Лихницкий                        |
| 6 (13)    | 19.01.2008 | группа «Корни»: Павел Артемьев, Алексей Кабанов и Александр Асташёнок               | Анастасия Задорожная, Виктория Морозова и Антон Макарский                              |
| 7 (14)    | 26.01.2008 | ведущие «Русского радио»: Роман Трахтенберг, Роман Емельянов и Дмитрий Оленин       | группа «Премьер-министр»: Вячеслав Еськов, Сергей Демянчук и Василий Киреев            |
| 8 (15)    | 13.07.2008 | Александр Масляков — младший, Андрей Бурковский и Дмитрий Шпеньков                  | Серёга, Макс Лоренс и Владимир Тишко                                                   |
| 9 (16)    | 20.07.2008 | Елена Великанова, Анна Данькова и Екатерина Копанова                                | участники «Фабрики звёзд»: Корнелия Манго, Фил Янг и Джем Шериф                        |
| 10 (17)   | 27.07.2008 | ведущие «MTV Россия»: Александр Анатольевич, Ярослав Александрович и Тимур Соловьёв | Ляйсан Утяшева, Александра Балакирева и Анна Куликова                                  |
| 11 (18)   | 03.08.2008 | Эвелина Блёданс, Михаил Полицеймако и Алексей Огурцов                               | актёры сериала «Солдаты»: Роман Богданов, Руслан Сасин и Юлия Борилова                 |
| 12 (19)   | 10.08.2008 | Алексей Лысенков, Игорь Бутман и Ксения Алфёрова                                    | Александр Иванов, Марина Хлебникова и Владимир Маркин                                  |

Выпуски 1 сезона, не вышедшие в эфир
| № эпизода | Премьера | Список участников                              | Список участников                                                                          |
| --------- | -------- | ---------------------------------------------- | ------------------------------------------------------------------------------------------ |
| —         | —        | Яна Чурикова, Эдгард и Аскольд Запашные        | «Comedy Club»: Гарик Харламов, Тимур Батрутдинов и Александр Ревва                         |
| —         | —        | Тимати, Анна Седокова и Андрей Малахов         | группа «Иванушки International»: Андрей Григорьев-Апполонов, Кирилл Андреев и Олег Яковлев |
| —         | —        | Андрей Бочаров, Сергей Рост и Виктор Рыбин     | команда КВН «Дети лейтенанта Шмидта»: Григорий Малыгин, Пётр Винс и Дмитрий Никулин        |
| —         | —        | Дмитрий Колдун, Стас Пьеха и Алексей Хворостян | ?                                                                                          |

## Оценка телепередачи
Первый выпуск передачи (от 6 октября 2007 года) получил невысокие для «Первого канала» рейтинговые показатели: доля по стране около 17 % при рейтинге 5,4 %. Телекритик Арина Бородина отозвалась о передаче следующим образом:

«„Первый“ представил новинку — шоу „Стенка на стенку“. <…> Пока „Стенка на стенку“ выглядела достаточно однообразно, а само соревнование — несколько бессмысленным, лишенным драйва и духа конкуренции. Возможно, это зависело от того, что конкретные участники соревнований, а это, естественно, знаменитости, попросту были лишены харизмы. И как ни старались завести участников, да и сам ход программы ведущий Василий Уткин и его сокомментаторы Бачинский и Стиллавин (они уже работали на „Первом“ в „Короле ринга“), „Стенка на стенку“ пока не расшевелилась, что нашло отражение и в невысоких рейтингах…»
Елена Ланкина, «Московские новости»:

«Широко разрекламированная программа „Стенка на стенку“ „Первого канала“ достойна звания самой бездарной и низкопробной „развлекухи“ месяца. Непонятно, как такая дешёвка попала в субботний эфир главного канала страны?»
Доля аудитории программы составляла в среднем 18-20 %, максимальных показателей программа достигла 12 января 2008 года (рейтинг 8.2, доля 23.9).
Продюсер Руслан Сорокин в своём интервью «Независимой газете» заявил:

«Мы не считаем „Стенка на стенку“ неуспешной программой. Она была не совсем верно спозиционирована, и зритель не совсем верно к ней отнёсся. Задача её была: отключи мозги, весёлое бултыхание в бассейне — в том-то и был смысл. Это японский формат, который мы доработали: прописали правила, нюансы, технологические особенности, компания-правообладатель всё это записала, и теперь наш формат по японской идее успешно идёт в 42 странах»

## Судебный иск
Весной 2008 года холдинг «Европейская Медиа Группа», представлявший интересы первых ведущих программы Василия Уткина и Сергея Стиллавина и вдовы Геннадия Бачинского, подал иск в Арбитражный суд Москвы с целью добиться выплаты части гонорара за ведение телепередачи «Стенка на стенку». По договору троим ведущим (Уткин, Бачинский, Стиллавин) причиталось за работу 2 296 350 рублей, однако им заплатили меньше половины. Производители программы (ООО «Пинк Код Продакшн») мотивировали это тем, что в эфир была выдана лишь часть отснятых передач с их участием, а затем по инициативе продюсеров, ведущих в шоу заменили на Ивана Урганта и Александра Цекало. Не дожидаясь судебного разбирательства, «Пинк Код Продакшн» выплатила «Европейской Медиа Группе» оставшуюся часть гонорара ведущих за съёмки в телепередаче.
В дирекции общественных связей «Первого канала» на момент появления этого сообщения в интернете никак не прокомментировали заявленный иск.

## Закрытие программы
Последний выпуск шоу вышел 10 августа 2008 года. Спустя месяц дирекция общественных связей «Первого канала» сообщила, что канал планировал продолжить создание программы: «Проект будет выходить в течение сезона короткими сериями и будет расширен за счет появления в программе дополнительных аттракционов». Однако шоу так и не было возобновлено. Вполне возможно, это связано с тем, что большинство звёзд, которым предлагалось поучаствовать в программе, отказывались от съёмок.

### Комментарии
1. ↑  Копирайты производителей в финале программы. Дата обращения: 29 марта 2020. Архивировано 29 марта 2020 года.